# Musée lapidaire de Győr
Le musée lapidaire de Győr (Várkazamata-Kőtár) est un bâtiment qui présente une collection archéologique et des fouilles, présentées dans l'enceinte fortifiée du palais épiscopal.

## L'enceinte fortifiée

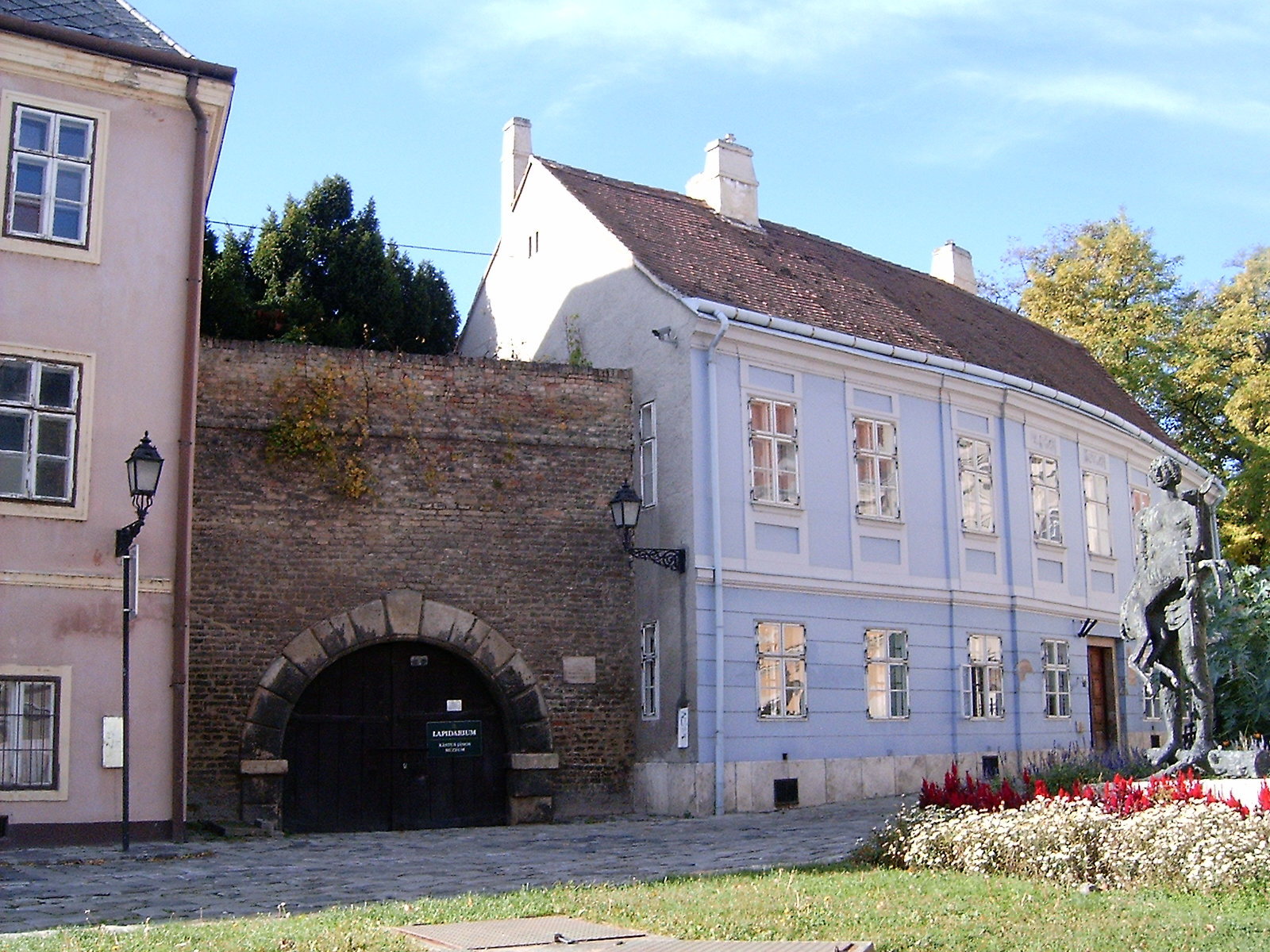
La porte de Vienne (Bécsi kapu) sur la place.

L'enceinte (en hongrois püspökvári kazamaták « casemates du palais épiscopal ») est un monument classé. Dans les couloirs et les salles de la fortification sont exposés des éléments lapidaires issus de fouilles et datant de l'empire romain, lorsque Győr était la cité d'Arrabona, dans la province de Pannonie supérieure.

### Galerie

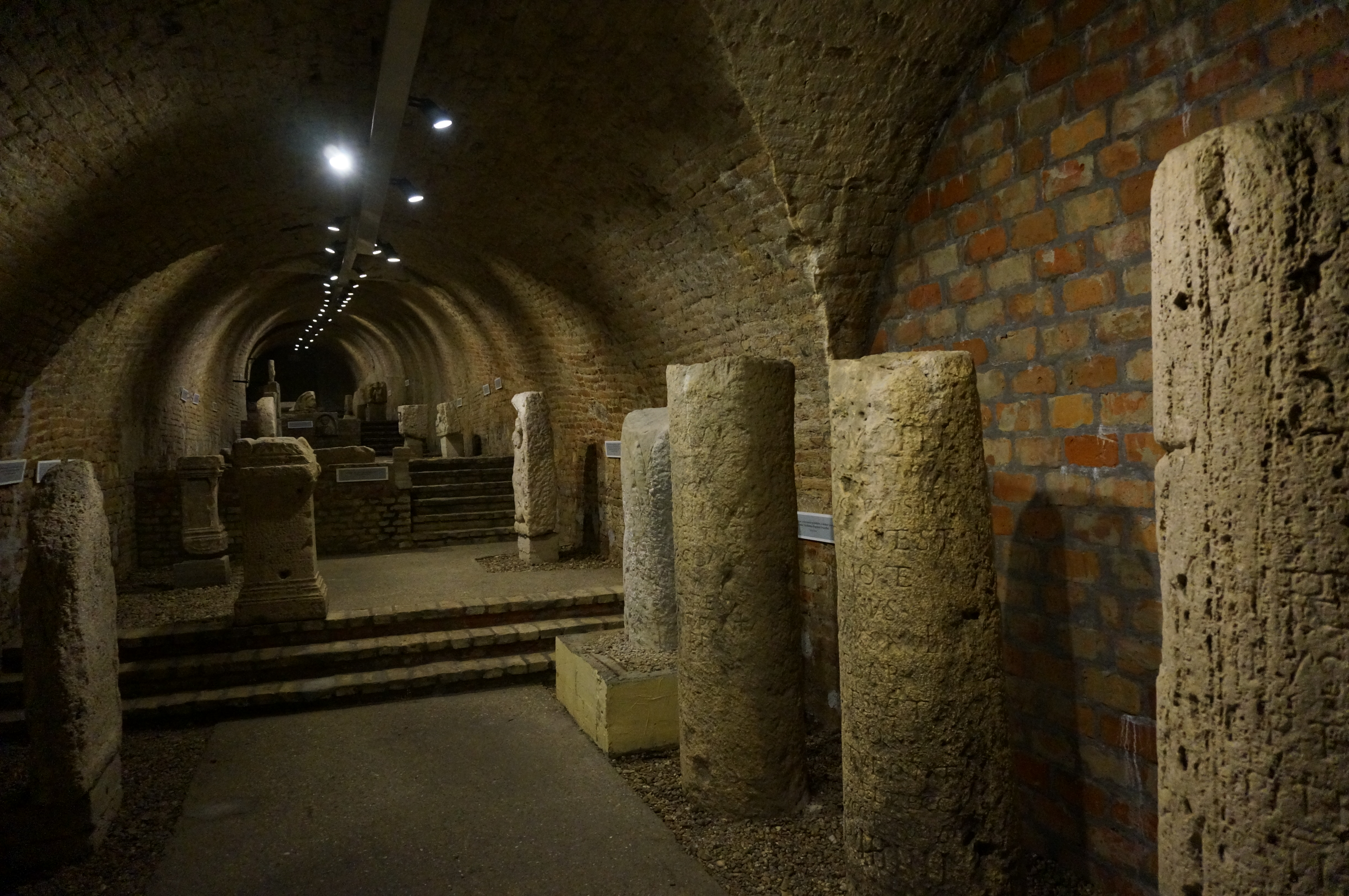
Salle avec trois bornes milliaires au premier plan.
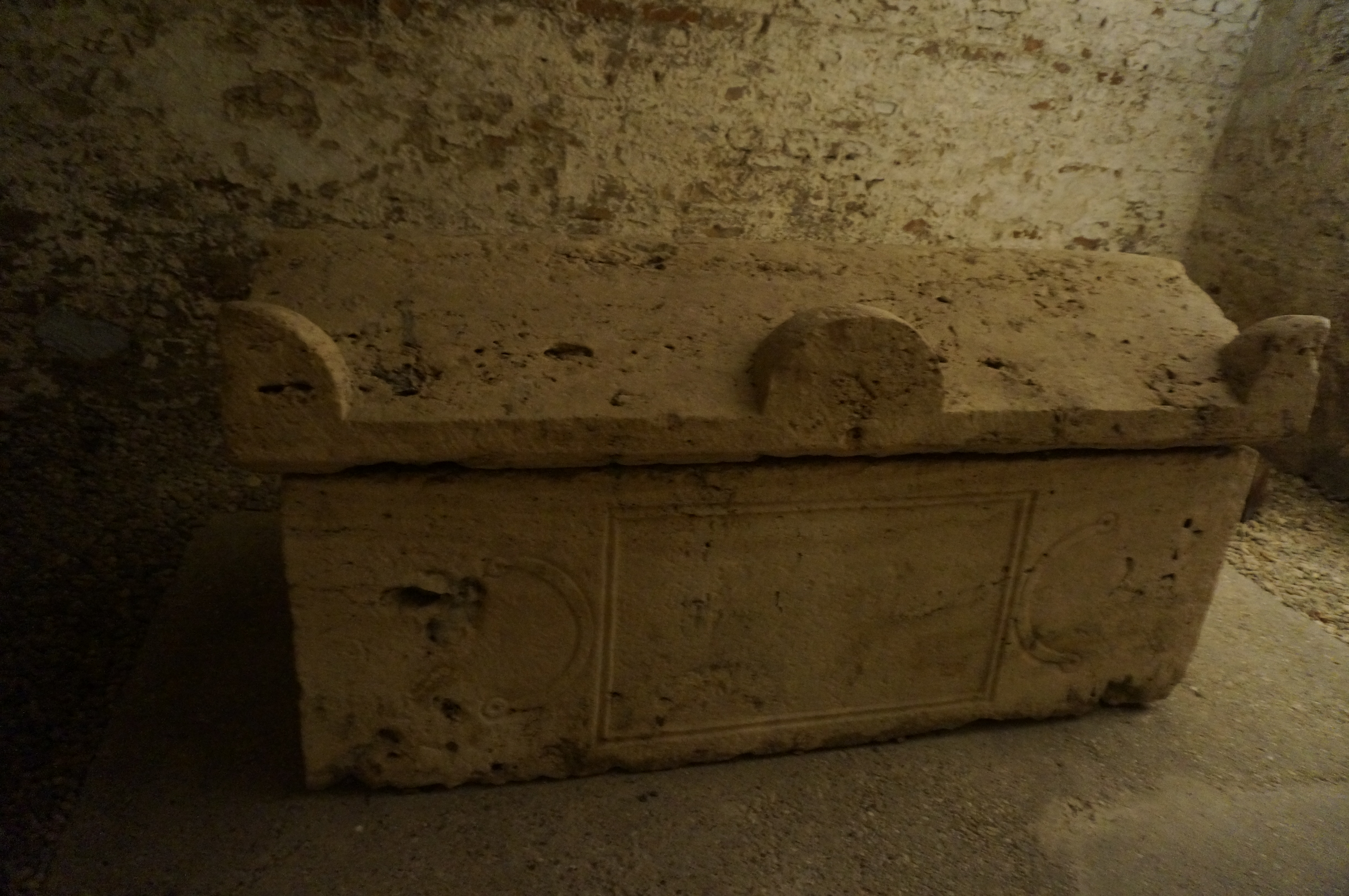
Sarcophage romain IIIe siècle.
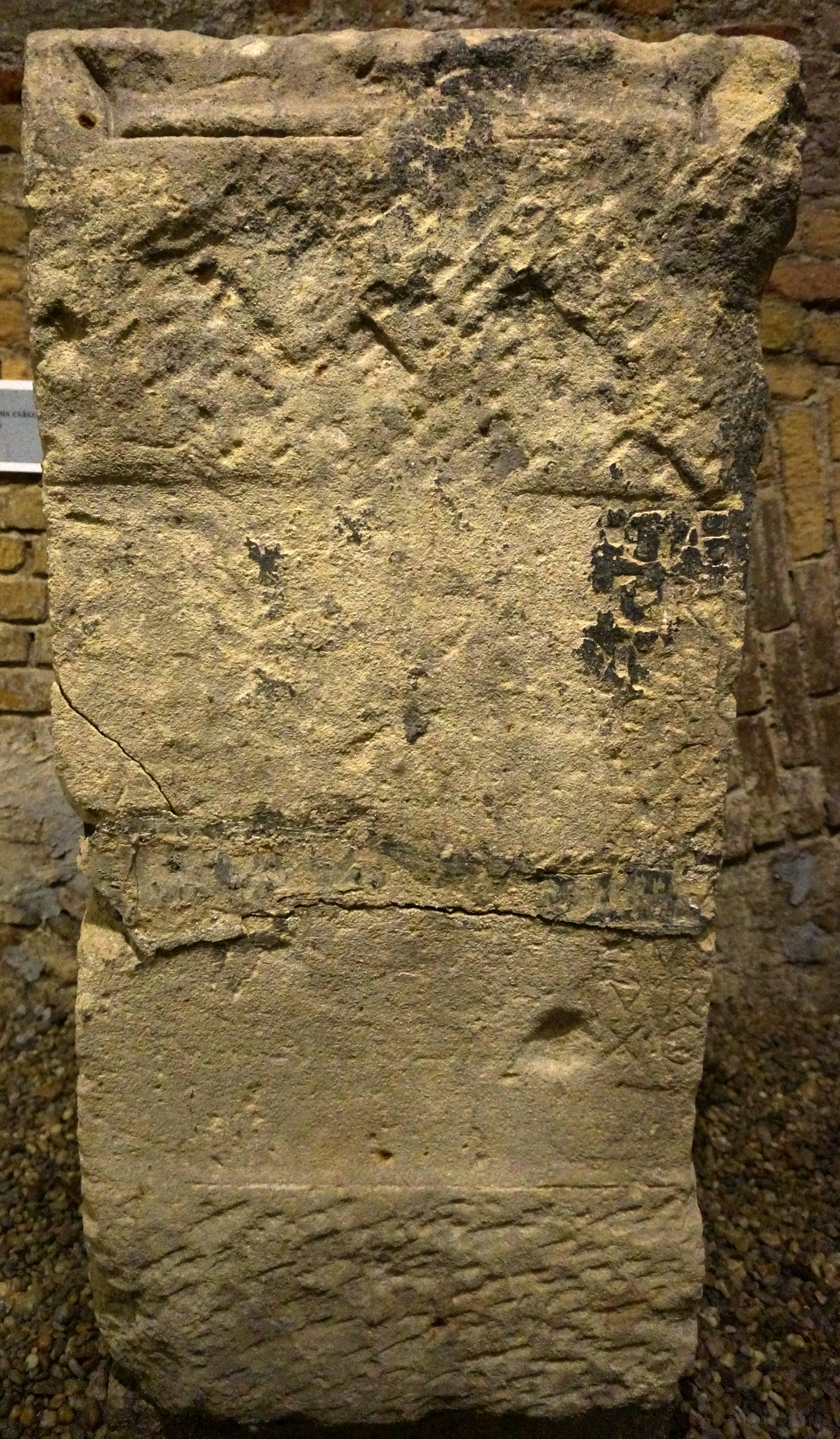
Autel à Septime Sévère.
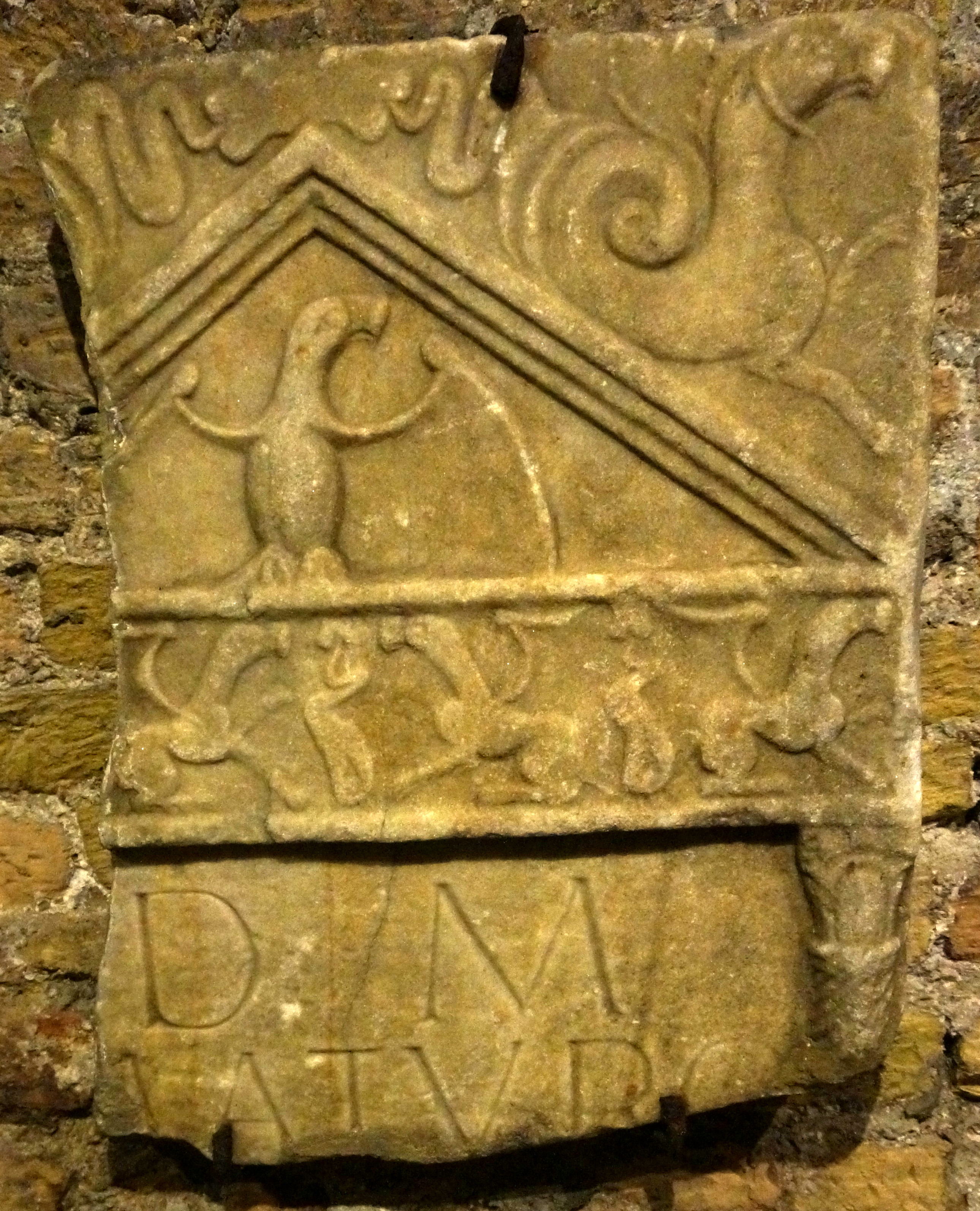
Stèle funéraire IIe siècle. Inscription CIL III, 4226